# Okręty podwodne projektu 885
Okręty podwodne projektu 885 "Jasień" – (NATO: Graney / Granay) rosyjski typ okrętów podwodnych czwartej generacji o napędzie atomowym, od pierwszej jednostki noszącej nazwę miasta, nazywany także typem Siewierodwińsk. Zwodowana w 2010 roku pierwsza jednostka typu, K-560 "Siewierodwińsk", przystosowana jest do przenoszenia pocisków manewrujących

## Geneza
Po rozpadzie Związku Radzieckiego bardzo duża liczba radzieckich programów zbrojeniowych została przez Rosję anulowana, zachowano jednak najważniejsze, rozwojowe programy zbrojeniowe, które kontynuowano. Jedną z trzech dziedzin w których kontynuowano prace badawcze i projektowe, był rozwój okrętów podwodnych. Prowadzono w związku z tym prace konstrukcyjne nad okrętami trzeciej generacji w ramach projektów 949A (NATO: Oscar II SSGN), 971 (NATO: Akuła I/II SSN) oraz 877 (NATO: Kilo SS). W toku były także przygotowania do budowy co najmniej dwóch nowych okrętów - SSN Projekt 885 K-560 "Siewierodwińsk" oraz SSBN projekt 955 "Juri Dołgoruki". Podjęto również decyzję o budowie wszystkich przyszłych okrętów podwodnych z napędem nuklearnym  w Północnym Zakładzie Budowy Maszyn Siewmasz w Siewierodwińsku, zachowując jednakże zdolności do budowy takich okrętów przez stocznie  Komsomolsk na dalekim wschodzie o oraz Stocznię Admiralicji w Sankt Petersburgu.

## Konstrukcja
Stępkę pod pierwszy okręt - uznawanego za ostatni rozwinięty radziecki projekt zimnej wojny - projektu 885 "Siewierodwińsk" położono 21 grudnia 1993 roku w stoczni Siewmasz, jednakże z powodu trudności finansowych jego konstrukcję zatrzymano wkrótce po rozpoczęciu budowy. Został on zaprojektowany w petersburskim biurze projektowym Malachit. Zgodnie z projektem przenosić ma torpedy oraz pociski rakietowe wystrzeliwane z wyrzutni torpedowych kalibru 533 mm. W celu zmieszczenia dziobowych sonarów wyrzutnie te miały podobno być nachylone pod kątem 10° względem osi okrętu. W kadłubie okrętu, za kioskiem, znajduje się 8 silosów mieszczących po 4 przeciwokrętowe pociski manewrujące Oniks lub po 5 pocisków manewrujących rodziny Kalibr, co razem daje 32 Oniks lub 40 Kalibr przenoszonych na okręcie.
Konstrukcja Siewierodwińsk zawiera wielką sferyczną antenę sonaru dziobowego. Skonstruowaną po raz pierwszy we wczesnych latach sześćdziesiątych XX w. w Stanach Zjednoczonych antenę tego typu, w konstrukcji 885 zastosowano po raz pierwszy w radzieckich/rosyjskich jednostkach bojowych. Kadłuby okrętów tego typu wykonywane są ze stali niskomagnetycznej.

### Wyciszenie
Jednostki projekt 885 są bardzo dobrze wyciszone. Zastosowano w tym celu m.in. zaawansowane pokrycie wygłuszające i wyciszające kadłuba. Według opublikowanych ocen amerykańskiego wywiadu Marynarki, wyciszenie projektu 885 przewyższa ulepszone amerykańskie okręty SSN typu Improved Los Angeles (688i), w niektórych aspektach dorównując nawet okrętom SSN typu Seawolf. Według tych samych ocen, projekt 885 ustępuje jednak najnowszym okrętom amerykańskim w zakresie tzw. prędkości taktycznej, rozumianej jako maksymalna prędkość zanurzonego okrętu, przy której jest on w stanie przez własne szumy wykryć szumy okrętu podwodnego przeciwnika. Według popularnej prasy rosyjskiej natomiast, wyciszenie projektu 885 przewyższa wyciszenie amerykańskich jednostek typów Seawolf i Virginia.

## Program 885
Wiosną 1997, wizytujący siedzibę biura Malachit, admirał Feliks Gromow zapowiedział rozpoczęcie programu nowego okrętu opartego na projekcie 885. W 2009 roku rozpoczęto budowę drugiej jednostki tego projektu ("Jasień-M"), której nadana zostanie nazwa "Kazań". Według zapowiedzi przedstawicieli stoczni druga jednostka zostanie zbudowana do 2015 roku i będzie jednostką znacznie zmodernizowaną. Wodowanie pierwszego okrętu, "Siewierodwińsk", odbyło się 15 czerwca 2010 roku.

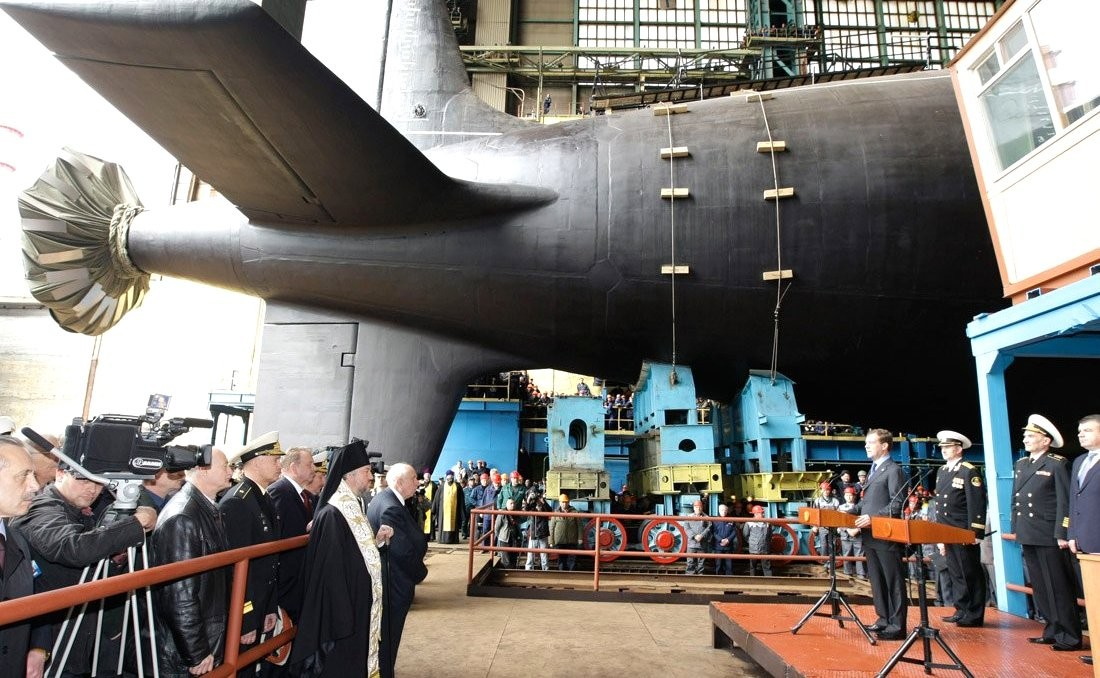
Uroczystość wodowania "Siewierodwińsk" w Siewierodwińsku

## Kontrowersje
Koszt budowy "Siewierodwińska" wyniósł 50 mld. rubli. Za taką sumę można wybudować 2 okręty projektu 955. Drugi okręt - Kazań - ma kosztować ponad 2 razy więcej - bo ok. 110 mld. rubli.

## Okręty
- „K-560 Siewierodwińsk” - projekt 885 - rozpoczęcie budowy 21 grudnia 1993, wodowanie 15 czerwca 2010, wejście do służby 30 grudnia 2013.
- K-561 „Kazań” - projekt 885M - rozpoczęcie budowy 24 lipca 2009, wodowanie 31 marca 2017
- K-573 „Nowosybirsk” - projekt 885M - rozpoczęcie budowy 26 lipca 2013[6]
- K-571 „Krasnojarsk” - projekt 885M - rozpoczęcie budowy 27 lipca 2014
- "Archangielsk"- projekt 885-M- rozpoczęcie budowy 19 marca 2015
- "Perm" projekt 885-M- rozpoczęcie budowy 29 lipca 2016